# (891) Gunhild
(891) Gunhild es un asteroide perteneciente al cinturón de asteroides descubierto el 17 de mayo de 1918 por Maximilian Franz Wolf desde el observatorio de Heidelberg-Königstuhl, Alemania.
Se desconoce la razón del nombre.